# 954
| Calendário gregoriano                                                        | 954 CMLIV                                             |
| Ab urbe condita                                                              | 1707                                                  |
| Calendário arménio                                                           | 403 – 404                                             |
| Calendário bahá'í                                                            | -890 – -889                                           |
| Calendário budista                                                           | 1498                                                  |
| Calendário chinês                                                            | 3650 – 3651 Início a 7 de fevereiro (aproximadamente) |
| Calendário copta                                                             | 670 – 671                                             |
| Calendário etíope                                                            | 946 – 947                                             |
| Calendários hindus - Vikram Samvat - Calendário nacional indiano - Cáli Iuga | 1009 – 1010 875 – 876 4054 – 4055                     |
| Calendário Holoceno                                                          | 10954                                                 |
| Calendário islâmico                                                          | 342 – 343                                             |
| Calendário judaico                                                           | 4714 – 4715                                           |
| Calendário persa                                                             | 332 – 333                                             |
| Calendário rúnico                                                            | 1204                                                  |
| Calendário solar tailandês                                                   | 1497                                                  |

954 (CMLIV na numeração romana) foi um ano comum do século X do Calendário Juliano, da Era de Cristo, teve início a um domingo e terminou também a um domingo, e a sua letra dominical foi A (52 semanas).
No  território que viria a ser o reino de Portugal estava em vigor a Era de César que já contava 992 anos.
| Ano completo                    |
| ------------------------------- |
| Ano comum com início ao domingo |

## Mortes
- Erik Bloodaxe, antigo rei nórdico